# Sylvie Verheyde
Pour les articles homonymes, voir Verheyde.
Sylvie Verheyde (née en 1967) est une réalisatrice, actrice, scénariste et productrice de cinéma française.

## Biographie
Sylvie Verheyde a grandi dans un café, « c’est-à-dire un lieu où les habitués forment une sorte de famille. ». C’est aussi « dans un milieu où il n’y a pas de vie culturelle ».
Après des études générales et une licence de géographie, elle réalise au début des années 1990 deux courts-métrages : Entre chiens et loups (Festival de Nancy) et La Maison verte (Festival de Clermont-Ferrand). Elle s’essaie à l'écriture et la réalisation d'un long-métrage, Un frère (1997, Prix Cyril Collard en 1998 ; César du Meilleur espoir féminin).
Successivement, elle réalise un autre long métrage, Princesses (2000), des téléfilms, Un amour de femme et Sang froid.
En 2007, elle signe le scénario de Scorpion, interprété par Clovis Cornillac, et en 2008 elle réalise Stella dans lequel joue Guillaume Depardieu.

En novembre 2018, elle est membre du jury du Festival du cinéma russe à Honfleur.
En 2021, elle commence le tournage du long métrage Stella est amoureuse, suite de Stella, dans lequel jouent Flavie Delangle, Marina Foïs et Benjamin Biolay.

## Filmographie

### Réalisatrice

#### Cinéma
- 1997 : Un frère
- 2000 : Princesses
- 2008 : Stella
- 2011 : Confession d'un enfant du siècle
- 2016 : Sex Doll
- 2021 : Madame Claude
- 2022 : Stella est amoureuse

#### Télévision
- 2001 : Un amour de femme (téléfilm)
- 2008 : Sang froid (téléfilm)

### Séries télévisées
- 2024 : Nudes sur Amazon Prime Video : réalisatrice (épisodes 5, 6, 7)

### Actrice
- 1990 : Dis-moi oui, dis-moi non de Noémie Lvovsky
- 1993 : Sauve-toi de Jean-Marc Fabre
- 2019 : Tu mérites un amour de Hafsia Herzi

### Scénariste
- 2000 : Princesses d'elle-même
- 2001 : Un amour de femme (téléfilm) d'elle-même
- 2007 : Scorpion de Julien Seri
- 2008 : Stella d'elle-même
- 2014 : Papa Was Not a Rolling Stone de Sylvie Ohayon
- 2016 : Sex Doll d'elle-même
- 2021 : Madame Claude d'elle-même
- 2022 : Stella est amoureuse

## Distinction
- Festival de la fiction TV de La Rochelle 2007 : Meilleure réalisation pour Sang froid[3]